# Przełęcz Hanuszowska (Magura Spiska)

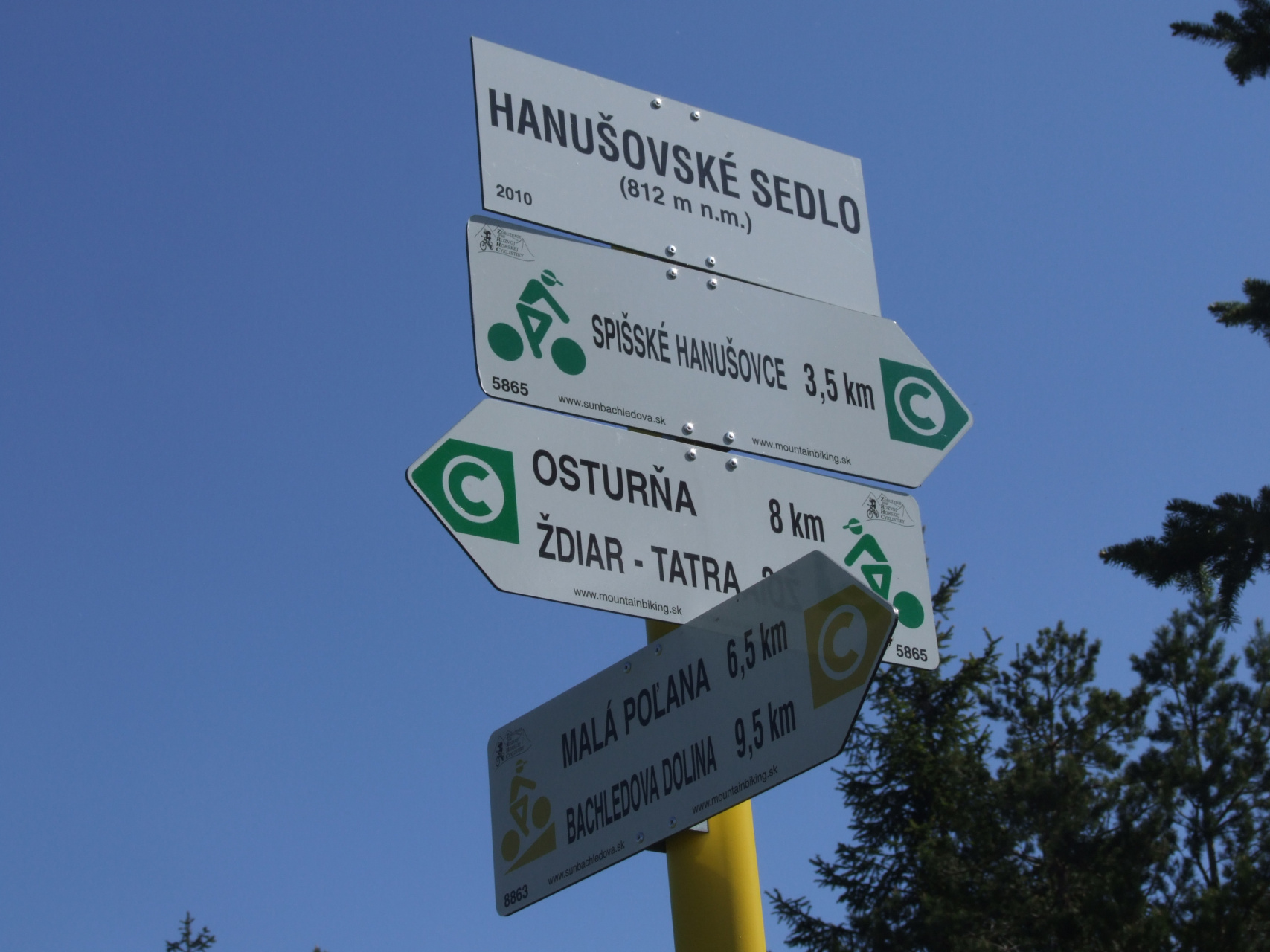
Tabliczki na Przełęczy Hanuszowskiej

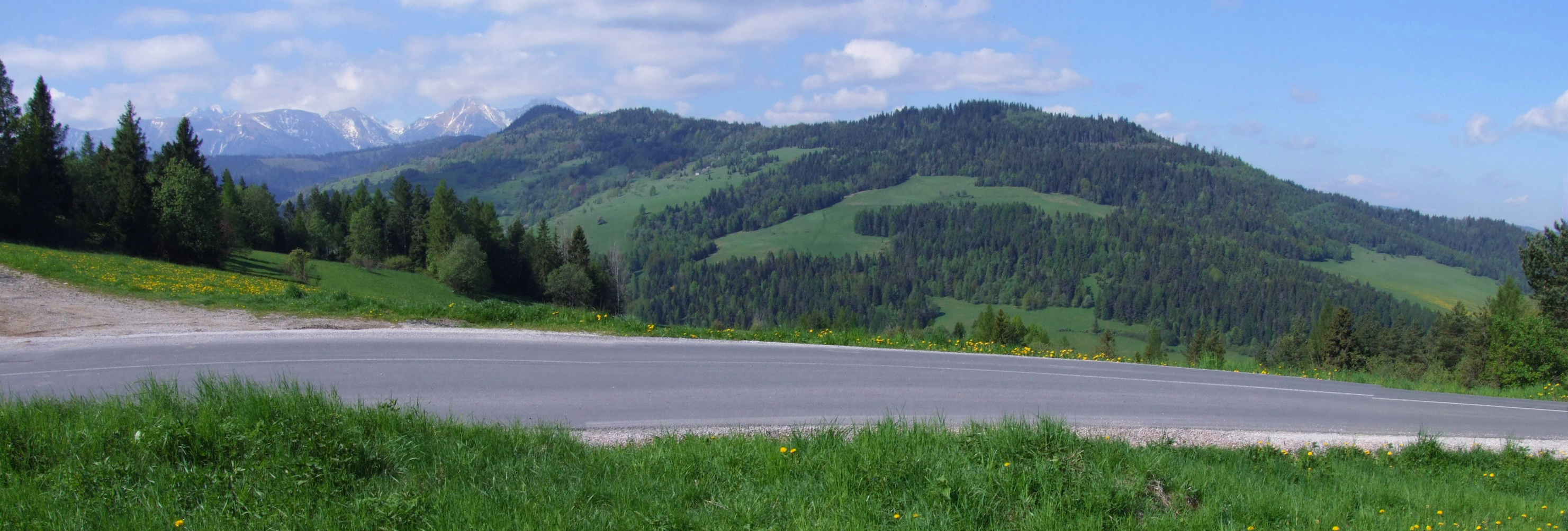
Przełęcz Hanuszowska i widok na Tatry i Magurę Spiską

Przełęcz Hanuszowska (słow. Hanušovské sedlo) –  położona na wysokości 821 m przełęcz w słowackiej Magurze Spiskiej. Znajduje się w długim bocznym grzbiecie odchodzącym od głównej grani Magury Spiskiej w rejonie Małej Polany w północnym kierunku. Grzbiet ten poprzez Furmanec (1038 m), Plašný vrch (1041 m) i Przełęcz Hanuszowską ciągnie się do Frankowskiej Góry (870 m) i dalej aż do Dunajca między Niedzicą a Łysą nad Dunajcem.  Przełęcz Hanuszowska znajduje się w nim po południowej stronie Frankowskiej Góry. Przebiega przez nią szosa z Hanuszowców do Osturni.
Na Przełęczy Hanuszowskiej znajduje się łemkowski krzyż, przystanek autobusowy oraz rozdroże rowerowych szlaków turystycznych. Rejon przełęczy jest od wschodniej strony (od strony Hanuszowiec) porośnięty lasem, natomiast od strony zachodniej jest otwarty. Na zachodnich, opadających do Frankowskiego Potoku stokach znajdują się pola miejscowości Wielka Frankowa. Dzięki temu rozciąga się stąd szeroki widok na Magurę Spiską (szczególnie na dolinę Osturniańskiego Potoku) i pobliskie Tatry.

## Szlaki rowerowe
– zielony do Hanuszowców (3,5 km)
 – zielony do Osturni (8 km)
 – żółty przez Małą Polanę do Doliny Bachledzkiej (9,5 km)